# Alfredo Reichlin
Pour les articles homonymes, voir Reichlin.
Alfredo Reichlin (né le 26 mai 1925 à Barletta et mort le 21 mars 2017 à Rome) est un homme politique et un partisan Italien, membre du Parti communiste italien.
Il a notamment été député lors des Ve à XIe législatures.